# OpenToonz
Toonz és un programa d'animació 2D. L'aplicació base és actualment gestionada per Dwango com a programari de codi obert sota el nom OpenToonz. Toonz Premium és una variant comercial ampliada per a particulars i estudis professionals, i desenvolupada i comercialitzada per la firma Digital Video. Toonzs s'ha utilitzat a estudis com Studio Ghibli i Rough Draft Studios.

## Història
OpenTonnz va ser creada per Digital Video companyia italiana amb seu a Roma. El primer sistema operatiu en el que va funcionar va ser IRIX el 1993.
El 19 de març de 2016, s'anuncià que Toonz seria llançat com a programari lliure i de codi obert amb la denominació OpenToonz. El codi font d'OpenToonz va ser llançat sota la llicència BSD a un repositori de GitHub el 26 de març de 2016. Digital Video anunciava que continuaria desenvolupant i comercialitzant una versió de Toonz Premium.
| Versió | Data d'alliberament | Comentaris                                               |
| ------ | ------------------- | -------------------------------------------------------- |
| ?      | .                   |                                                          |
| 1.1    |                     |                                                          |
| 1.2.1  | 27-06-2018          |                                                          |
| 1.3    | 29-01-2019          | Es millora la el flux de treball i l'estabilitat         |
| 1.4    | 01-02-2020          |                                                          |
| 1.5    | 10-04-2021          |                                                          |
| 1.6    | 01-04-2022          | Destacaren les millores a les eines de gravació d'àudio. |
| 1.7    | 09-05-2023          | Possibibilitat de crear panells personalitzats.          |